# Монсон (Калифорнија)
Монсон (енгл. Monson) насељено је место без административног статуса у америчкој савезној држави Калифорнија.

## Демографија
По попису из 2010. године број становника је 188.
| Група             | 2000.    | 2010.       |
| Белци             | 0 (0,0%) | 34 (18,1%)  |
| Афроамериканци    | 0 (0,0%) | 1 (0,5%)    |
| Азијати           | 0 (0,0%) | 4 (2,1%)    |
| Хиспаноамериканци | 0 (0,0%) | 147 (78,2%) |
| Укупно            | 0        | 188         |